# Hungarian Open 2019
Hungarian Open 2019 — тенісний турнір, що проходив на кортах з ґрунтовим покриттям у місті Будапешт, Угорщина з 22 квітня. Належав до категорії ATP Tour 250.

## Фінальна частина

### Одиночний розряд
Маттео Берреттіні —  Філіп Країнович 4–6, 6–3, 6–1

### Парний розряд
Кен Скупскі /  Ніл Скупскі —  Маркус Даніелл /  Веслі Колгоф 6–3, 6–4